# Väätsa kommun
Väätsa kommun är en kommun i Estland. Den ligger i landskapet Järvamaa, 70 km sydost om huvudstaden Tallinn.
Följande samhällen finns i Väätsa kommun:
- Vyatsa
- Lõõla
- Röa
- Reopalu

Trakten ingår i den hemiboreala klimatzonen. Årsmedeltemperaturen i trakten är 2 °C. Den varmaste månaden är juli, då medeltemperaturen är 18 °C, och den kallaste är februari, med −11 °C.